# Électorat de Bavière

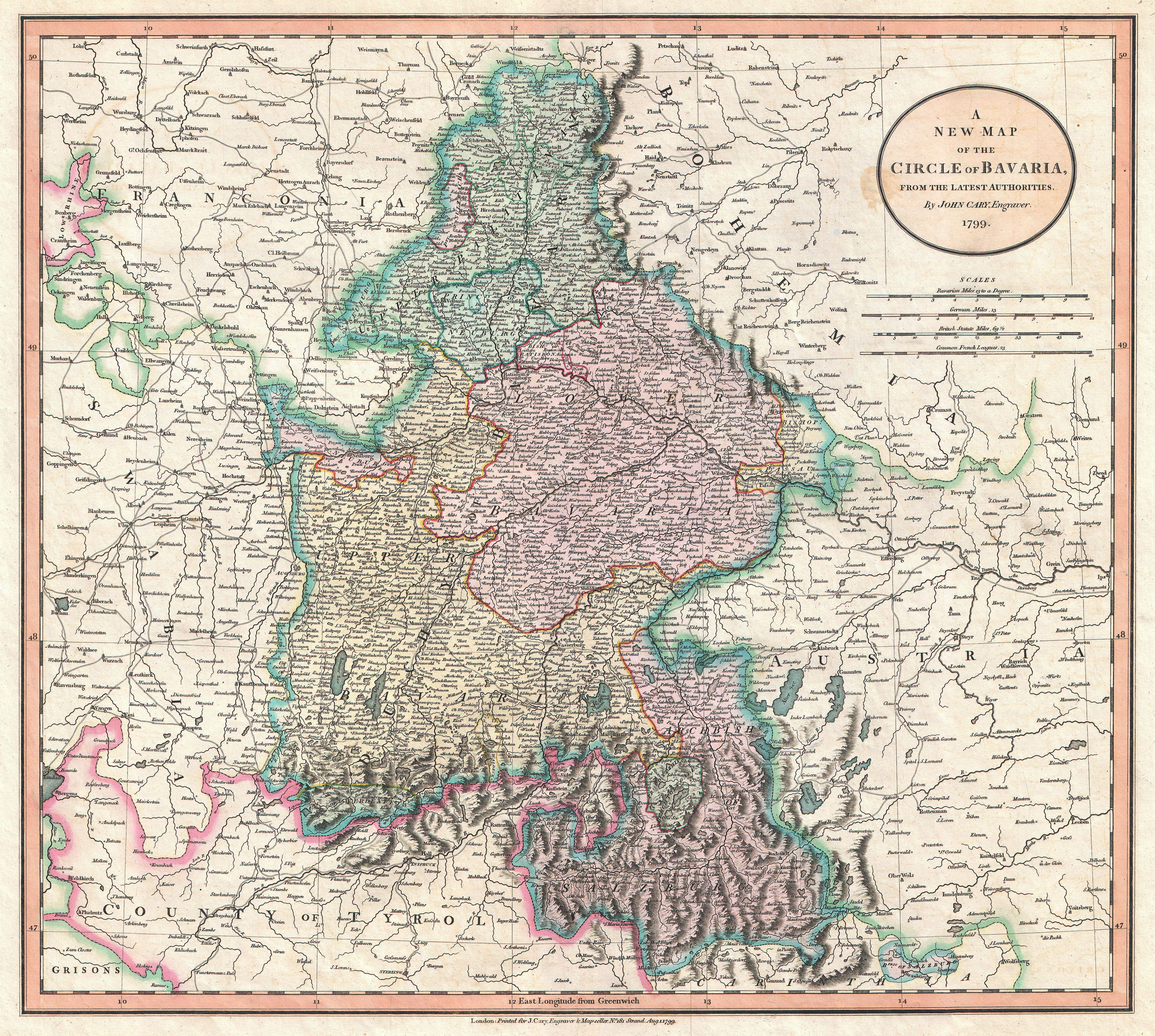
L'électorat de Bavière.

1623–1806
Entités précédentes :
- Duché de Bavière

Entités suivantes :
- Royaume de Bavière

L'électorat de Bavière (en allemand : Kurfürstentum Bayern) est un État du Saint-Empire romain germanique.
Il est créé en 1623, lorsque le duc Maximilien Ier de Bavière reçoit la dignité de prince-électeur dont son cousin, l'électeur palatin du Rhin Frédéric V, a été dépouillé par l'empereur Ferdinand II en raison de son rôle dans la révolte du royaume de Bohême, premier acte de la guerre de Trente Ans. Lorsque le fils de Frédéric V, Charles-Louis, retrouva la fonction d'électeur aux traités de Westphalie de 1648, l'électorat de Bavière fut pérennisé.
La dignité électorale disparaît avec le Saint-Empire, en 1806 : l'électeur Maximilien IV devient roi de Bavière.

## Géographie
L'électorat bavarois est composé de la plupart des régions modernes de Haute-Bavière, de Basse-Bavière et du Haut-Palatinat. Avant 1779, il comprenait également l'Innviertel, aujourd'hui une région autrichienne. Cette dernière est cédée aux Habsbourg par le traité de Teschen, qui met fin à la guerre de succession de Bavière.
Un grand nombre d'enclaves et de juridictions indépendantes sont inscrites dans le domaine de l'électorat, y compris les États ecclésiastiques de Freising, Ratisbonne et Passau, la ville impériale libre de Ratisbonne, ainsi que les principautés du Palatinat-Neubourg et du Palatinat-Sulzbach, détenues par la maison Wittelsbach.
L'électorat de Bavière est divisé en quatre intendances (« Rentamt (de) ») à partir de 1507 : Munich, Burghausen, Landshut et Straubing.
Avec la prise du Haut-Palatinat pendant la guerre de Trente Ans, l'intendance d'Amberg est rattachée, avant qu'elle soit supprimée par le ministre Maximilian von Montgelas, en 1802. Le Tyrol et le Vorarlberg sont annexés trois ans après.

## Liste des électeurs de Bavière
- 1623-1651 Maximilien Ier
- 1651-1679 Ferdinand-Marie, son fils
- 1679-1726 Maximilien II Emmanuel, son fils
- 1726-1745 Charles-Albert, son fils
- 1745-1777 Maximilien III Joseph, son fils
- 1777-1799 Charles-Théodore, son cousin éloigné
- 1799-1806 Maximilien IV Joseph, son cousin éloigné